# Oswald, a szerencsés nyúl

Oswald a szerencsés nyúl (vagy Oswald a nyúl, Oswald nyúl, Oswald the Lucky Rabbit) kitalált animációs figura, amit szórakoztató állatfilmek főszereplőjének talált ki Ub Iwerks és Walt Disney.
Ezek a rövidfilmek az 1920-as és az 1930-as években jelentek meg. Walt Disney végül is megvált a projekttől és 1928-ban létrehozta a Miki egeret.
Később Charles Mintz, és Walter Lantz megvette a produkciót és újra alkotta a karaktert (1943).
2006-ban – közel 80 év után – a Disney visszaszerezte Oswald karakterét.
2010-ben szerepelt az "Epic Mickey" videójátékban.
Az első változatokban az arcát kivéve teljesen fekete volt, kék nadrággal ábrázolták. Pont szeme, orra van, és hosszú füle.